# Benzil
Benzil (benzyl, dibenzoil) – organiczny związek chemiczny, aromatyczny diketon będący dimerem grupy benzoilowej PhC(O)•
. Używany jako produkt pośredni w syntezie organicznej oraz jako fotoinicjator wolnorodnikowego utwardzania polimerów.
Benzil można przygotować w laboratorium poprzez kondensację benzoinową benzaldehydu i utlenienie otrzymanej benzoiny za pomocą siarczanu miedzi(II):
PhCOCHOHPh + 2Cu2+
 → PhCOCOPh + 2H+
 + 2Cu+